# Olympia Centre
Het Olympia Centre is een wolkenkrabber in Chicago, Verenigde Staten. De bouw van de toren, die staat aan 161 East Chicago Avenue, begon in 1981 en werd in 1986 voltooid.

## Ontwerp
Het Olympia Centre is 222,9 meter hoog, tot aan de hoogste verdieping gemeten is dit echter 214,77 meter. Het bevat 63 verdiepingen en heeft een totale oppervlakte van 131.921 vierkante meter. Het gebouw is door Skidmore, Owings and Merrill in modernistische stijl ontworpen.
Het gebouw bevat ongeveer 34.400 vierkante meter aan kantoorruimte in het onderste deel van de toren. In het bovenste gedeelte van het gebouw vindt met circa 59.500 vierkante meter aan woonoppervlak. Het gebouw wordt dan ook in het midden dunner, zodat de kantoorverdiepingen een bredere plattegrond hebben dan de woningen daarboven. Doordat sommige woningen ruimtes van twee verdiepingen hoog bevatten, wordt het ramenpatroon bij de top onregelmatig.
Willis Tower · Trump International Hotel and Tower · Aon Center · John Hancock Center · AT&T Corporate Center · Two Prudential Plaza · 311 South Wacker Drive · Aqua · 900 North Michigan · Water Tower Place · Chase Tower · Park Tower · The Legacy at Millennium Park · 300 North LaSalle · Three First National Plaza · Chicago Title and Trust Center · One Museum Park · Olympia Centre · 330 North Wabash · 111 South Wacker · 181 West Madison · Hyatt Center · One Magnificent Mile · 340 on the Park · 77 West Wacker Drive · UBS Tower · Richard J. Daley Center · 55 East Erie · Lake Point Tower · River East Center · Grand Plaza I · Leo Burnett Building · The Heritage at Millennium Park · NBC Tower · Millennium Centre · Chicago Place · Chicago Board of Trade Building · One Prudential Plaza · CNA Center · Heller International Building · Madison Plaza · 1000 Lake Shore Plaza